# Marcel Carné
Pour les articles homonymes, voir Carné.
Marcel Albert Carné est un réalisateur et scénariste français, né le 18 août 1906, dans le 17e arrondissement de Paris et mort le 31 octobre 1996 à Clamart.
Durant les années 1930 et 1940, il marque l'histoire du cinéma français grâce à sa collaboration avec l'écrivain et scénariste Jacques Prévert.

## Biographie

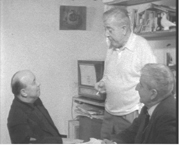
Marcel Carné en compagnie de Jacques et Pierre Prévert, dans le documentaire Mon frère Jacques (1961).

### Enfance
Fils de Marcelin Paul Carné, ébéniste, et de Véronique Marie Françoise Racouët, Marcel Albert Carné naît à Paris le 18 août 1906, dans le quartier des Batignolles (17e arrondissement), chez ses parents, 7 rue des Moines. Sa mère meurt alors qu'il a cinq ans et il est alors élevé par sa grand-mère. Il est très vite attiré par le cinéma : il se rend chaque jeudi à une projection de film, puis de plus en plus souvent, trichant quelquefois pour ne pas avoir à payer le prix de sa place.
Son père souhaite qu'il reprenne sa succession et devienne ébéniste, comme lui. Marcel Carné commence donc des cours pour apprendre à tailler le bois. Il les abandonne ensuite même s'ils ne lui déplaisent pas plus que ça. Il suit à la place deux fois par semaine, en cachette, des cours du soir de photographie à l'école des Arts et Métiers, obtenant le diplôme de technicien photographe.
Pour payer ses séances de cinéma qui se font de plus en plus nombreuses, il travaille alors dans une banque, puis une épicerie et dans une compagnie d'assurance.

### Premières expériences cinématographiques

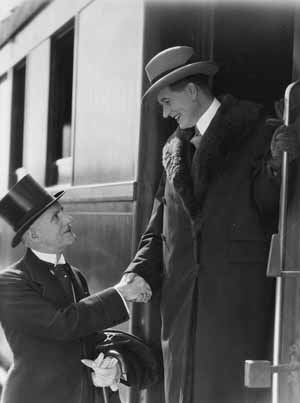
Henry Roussel (à gauche) et Albert Préjean dans Les Nouveaux Messieurs.

La première rencontre décisive de sa carrière a lieu en 1928 : il rencontre Françoise Rosay, la femme de Jacques Feyder, lors d'un dîner chez des amis communs. À la fin du repas, il obtient de celle-ci qu'elle organise pour lui une rencontre avec Feyder. Carné est alors engagé comme assistant-réalisateur secondaire sur le nouveau film de Feyder, Les Nouveaux Messieurs.
À la suite de cette première expérience, il part faire son service militaire en Rhénanie.
Lorsqu'il revient en France, en 1929, la revue Cinémagazine organise un concours de critique de films. Carné en soumet cinq, et reçoit le premier prix. Il est engagé comme critique cinématographique. Il écrit aussi dans les revues Hebdo-Film, Vu, Cinémonde et Film-Sonore.
En 1929, il décide de réaliser son premier documentaire sous le titre Nogent, Eldorado du dimanche, aidé financièrement par Michel Sanvoisin. Ce court-métrage raconte l'échappée dominicale de la jeunesse parisienne dans les guinguettes des bords de Marne. Charles Peignot le convainc ensuite de tourner des films publicitaires avec Jean Aurenche et Paul Grimault.
Puis il devient assistant pour la mise en scène de Richard Oswald dans le film Cagliostro (1929), de René Clair dans le film Sous les toits de Paris (1930), de Jacques Feyder pour Le Grand Jeu (1934), Pension Mimosas (1935) et La Kermesse héroïque (1935). Il dit de Feyder : « Je dois à peu près tout à Feyder. II m'a appris ce qu'est un film, depuis sa préparation jusqu'à la mise en scène proprement dite et aussi la direction des acteurs... La meilleure école de cinéma, c'est la pratique. »

### Metteur en scène
En 1936, grâce à l'aide de Feyder, il réussit à réaliser son premier film, Jenny, et c'est à cette époque qu'il fait la connaissance de Jacques Prévert, le scénariste qui contribue à établir sa réputation. Le tandem Carné-Prévert montre lors de leur premier film, Drôle de drame, une entente remarquable qui ne cesse de se renforcer.
Le Quai des brumes, tourné en 1938, marque un tournant important dans leur collaboration : le film remporte un grand succès, grâce à l'habileté de Carné dans la représentation des extérieurs et la direction des acteurs, ainsi qu'au grand talent de Prévert, qui réussit à amalgamer quelques-uns des thèmes du surréalisme tardif, typiques de sa poésie, avec une atmosphère inquiète à laquelle on doit certainement le charme du film.
En 1938 suit Hôtel du Nord et, en 1939, le remarquable Le jour se lève, où est racontée l'histoire d'un ouvrier qui, au moment où il va être arrêté par la police dans sa chambre, revit les instants qui l'ont amené à tuer par amour et, quand le soleil se lève, se suicide d'une balle. Dans ce film très engagé, la figure de l'ouvrier, que le Front populaire montre comme protagoniste social, devient un des thèmes de Prévert, qui interprète la réalité en termes métaphysiques suivant lesquels c'est le destin qui trace les événements de la vie, une figure socialement abstraite et anonyme. Cette forme de fatalisme existentiel marquera la fin des espoirs du premier Front populaire et ce n'est pas un hasard si cette année-là sort aussi le film dramatique de Jean Renoir La Règle du jeu.
En 1941, Carné prévoit de se lancer dans le tournage du film Les évadés de l'An 4000 dont le titre et l'intrigue sont tirés du roman de Jacques Spitz, auteur de nombreuses œuvres d'anticipation très pessimistes telles que La Guerre des mouches ou La fin du globe. Le récit évoque le destin de l'humanité faisant face à un grave changement climatique,. Ce projet s'articulait sur des dialogues de Jean Anouilh, une musique d'Arthur Honegger et des costumes dessinés par Jean Cocteau. Produit par la Continental-Films, société de production cinématographique française mais financée par des capitaux allemands et créée par le gouvernement nazi, Marcel finira par refuser de le tourner. En fait, Carné finira par réussir à rompre le contrat qui le liait au directeur de production Alfred Greven et ne réalisera aucun film pour cette société.
Suit en 1942 Les Visiteurs du soir, légende médiévale à la recherche formelle poussée (bien que le réalisateur ait été peu satisfait des costumes).

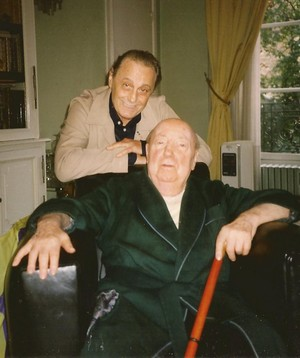
Marcel Carné, assis, en compagnie de Roland Lesaffre avec lequel il entretint une relation sentimentale.

Lorsque Paris est libérée, Carné et Prévert présentent leur chef-d'œuvre, Les Enfants du paradis, situé dans le Paris du XIXe siècle, sur le Boulevard du Crime, autour d'un mime fameux, Jean-Gaspard Deburau, et d'un grand acteur, Frédérick Lemaître, du début de leurs carrières jusqu'à la célébrité et de l'amour qu'ils ont tous deux pour la belle Garance. Le film fascine par son sens du récit, par l'adresse avec laquelle sont présentés figures et événements, par le soin apporté au cadrage et à la photographie et, surtout, par la prouesse des acteurs, de Jean-Louis Barrault à Pierre Brasseur, d'Arletty à Maria Casarès, de Marcel Herrand à Gaston Modot. L'année suivante, Carné et Prévert enchaînent avec Les Portes de la nuit, qui a notamment pour acteurs Nathalie Nattier, Yves Montand et Serge Reggiani, et pour décors parisiens le canal, la station de métro Barbès-Rochechouart et la Croix de l'Évangile reconstituée aux studios de Joinville.

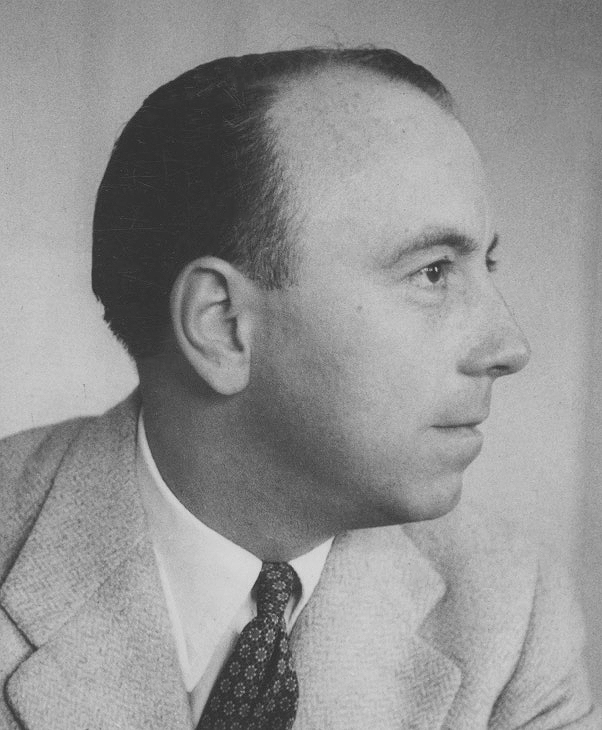
Marcel Carné en 1951.

Par la suite, Carné produit des œuvres moins importantes, mais de qualité, comme Juliette ou la clé des songes (1950), Thérèse Raquin (1953), Les Tricheurs (1958), Trois chambres à Manhattan (1965), Les Jeunes Loups (1968) et Les Assassins de l'ordre (1971). 
Homosexuel mais sans afficher publiquement cet aspect intime de sa vie, Marcel Carné traita de thèmes homosexuels dans plusieurs de ses films, de manière secondaire ou parfois oblique : les relations ambiguës entre Jean Gabin et Roland Lesaffre dans L'Air de Paris, le personnage de Laurent Terzieff, qui se fait entretenir par des personnes des deux sexes dans Les Tricheurs, le gigolo bisexuel des Jeunes Loups. Il déclarait à ce sujet : « Je n'ai peut-être jamais tourné d'histoire d'amour entre hommes, mais ça a été souvent sous-jacent. [...] Mais d'histoires entre homos, non. Je me suis souvent posé la question : est-ce que c'est un manque d'audace ? Les films homosexuels ne font pas beaucoup d'entrées, c'est un circuit restreint, et je n'aimerais pas avoir un insuccès dans ce domaine, d'autant que je n'aimerais filmer alors qu'une grande histoire d'amour. Mais je crois surtout que j'aime mieux les choses qu'on devine ».

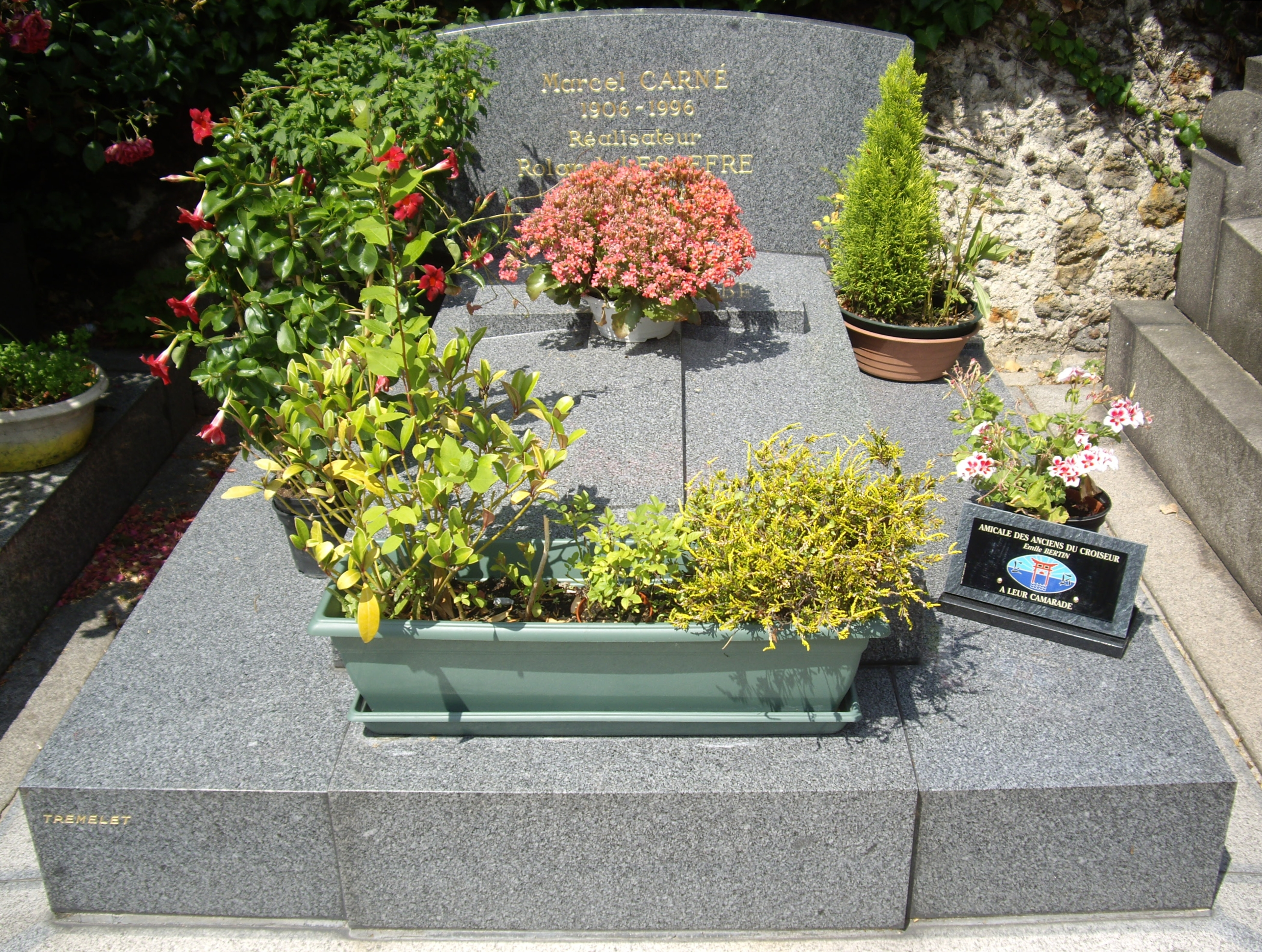
Tombe de Marcel Carné et Roland Lesaffre au cimetière Saint-Vincent.

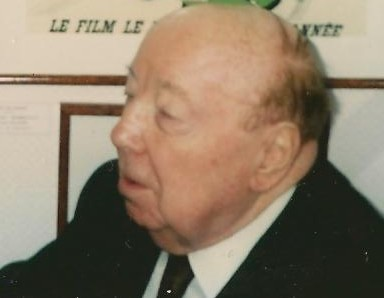
Marcel Carné en 1994.

Marcel Carné meurt à Clamart le 31 octobre 1996. Il est enterré au cimetière Saint-Vincent dans le 18e arrondissement de Paris, au pied de la butte Montmartre.

## Polémiques
Comme pour tous les cinéastes, l’accueil des films n’est pas toujours à la hauteur des espérances de ceux qui les font. Si polémique il y a, elles sont parfois uniquement cinématographiques. Pour deux films de Marcel Carné, elles ont pris une dimension politique.
Dès sa sortie, le film Le Quai des brumes est l'objet de nombreuses polémiques. Jean Renoir le baptise Le Cul des brèmes et insinue que c'est un film fasciste. 
Dans ses mémoires, Carné raconte : 

« La presse se partagea à peu près en deux camps [:] les journaux dits apolitiques qui ne tarirent pas d’éloges sur le film […] et la presse de gauche et d’extrême gauche qui, allègrement, par-dessus le film et afin de l’éreinter, tendait la main à celle de droite et d’extrême droite. »

Claude Gauteur dans son livre Jean Renoir, la double méprise, cite Marcel Lapierre (Le Merle blanc, 16 juillet 1938) : 

« Renoir a dit que ce film était de bonne propagande fasciste. Pourquoi ? Parce qu’il montre des individus tarés, immoraux, malhonnêtes et que, lorsqu’on voit de tels types, on pense immédiatement qu’il faudrait un maître, un dictateur à trique pour remettre de l’ordre là-dedans. »

 Jacques Prévert, furieux, téléphona à Renoir et le menaça de « lui casser la gueule ». Carné raconte : « Ce à quoi Renoir rétorque : « Tu sais comment je suis, je voulais seulement dire que les personnages avaient la tripe fasciste. »
Autre polémique pour Les Portes de la nuit : « sous le prétexte qu’on y montrait deux ouvriers résistants, un grand bourgeois collaborateur et son fils milicien, on ne manqua pas de nous faire à Jacques [Prévert] et à moi un nouveau procès d’intention. »
Lucien Rebatet, journaliste et critique collaborationniste, décrit ainsi Marcel Carné dans Les Tribus du cinéma et du théâtre publié en 1941 : 

« Marcel Carné est aryen, mais il a été imprégné de toutes les influences juives. Il n'a dû ses succès qu'à des juifs et a été choyé sous leur étiquette. Carné, qui ne manque pas de dons, a été le type du talent enjuivé. Il a été, en France, le représentant de cet esthétisme marxiste qui est partout un des fruits de la prolifération des Juifs… Ses héros sont des médiocres assassins, des candidats au suicide, des souteneurs, des entremetteuses… Dans l'immense diffusion du cinéma, ces produits spécifiques du judaïsme ont joué un rôle de dissolvant social et contribué à l'avilissement des esprits et des caractères »

 À la sortie des Visiteurs du soir en 1943, Rebatet s'est fait photographier entre Arletty et Marcel Carné.

## Collaboration avec Jacques Prévert
Marcel Carné et Jacques Prévert ont collaboré à la réalisation de nombreux films : le premier en tant que metteur en scène, le second en tant que dialoguiste et scénariste. Ces films ont compté parmi les plus grands succès de la carrière de Carné, si bien que certains se sont interrogés sur la paternité à attribuer à chacun sur ces projets [réf. nécessaire].
En 1965, lorsque Robert Chazal lui demande d’évoquer sa collaboration avec Prévert, le cinéaste répond : « On a tellement dit de choses inexactes à ce sujet… Ceux qui veulent m’être désagréables disent que, sans Prévert, je n’aurais pas fait les films que l’on connaît. D’autres disent la même chose à propos de Prévert. En fait, notre rencontre a été bénéfique, mais il aurait été néfaste pour l’un comme pour l’autre d’éterniser une collaboration qui ne s’imposait plus. Nous avions évolué chacun de notre côté. Il faut pour collaborer comme nous l’avons fait, Prévert et moi, une identité de vue et de réaction qui ne peut être un phénomène de très longue durée. […] Beaucoup de journalistes chercheront à savoir quelle part revenait à chacun d’entre nous dans la confection d’un film. Nous-mêmes n’aurions pas su très bien le dire. Sauf les dialogues que Prévert rédigeait seul et que j’ai rarement modifiés, la rédaction du scénario, le choix des acteurs, étaient un peu un travail en commun, où l’importance de la part de l’un et de l’autre variait suivant le film. Notre collaboration cependant s’arrêtait à la remise du script définitif, Prévert me laissant absolument libre de réaliser le film comme je l’entendais… […] J’avais peut-être un certain équilibre inné de la longueur des scènes et de la construction.» 
D'après le comédien Raymond Bussières, « Carné “encadrait” bien le délire de Jacques », « leur œuvre commune [étant] faite de leur perpétuel conflit »[réf. nécessaire]. Selon lui, « les deux hommes sont aussi différents que possible, et chacun apportait à l’autre ce qu’il n’avait pas. Carné est aussi froid que Jacques est délirant » (à Marcel Oms). Il ne pense pas qu’il y ait existé une profonde amitié entre les deux hommes mais plutôt une sorte d’attachement assez difficile à cerner de l’extérieur. Arletty qualifie quant à elle Carné de « Karajan du septième art » qui « dirige par cœur la partition qui lui est confiée, en grand chef » (La Défense). 
Si Prévert ne se livre pas sur le sujet, Carné précise en 1946 à Jean Queval dans L'Écran français du 29 mai : « Sur le plateau, je ne change pas un mot et je veille au respect absolu de son texte par les acteurs. Il arrive que je sois contraint de couper : je ne le fais jamais sans son accord ».  
Dans son portfolio consacré à Jacques Prévert pour l'Association pour la Diffusion de la Pensée Française (ADPF), Danièle Gasiglia-Laster écrit : « On a parfois décrété que les images raffinées et esthétisantes de Carné s'accordaient mal avec le style direct et populaire des dialogues de Prévert. C'était méconnaître la richesse et la variété de ce style qui allie humour et poésie, onirisme et notations réalistes, lyrisme et fantaisie, qui donne l'impression d'être immédiat et spontané mais résulte d'un travail minutieux. Georges Sadoul a parlé de « réalisme poétique » en évoquant l'association Prévert-Carné, Pierre Mac Orlan dira « fantastique social ». Ces désignations reflètent bien la dualité de ces films, où des personnages issus de milieux modestes évoluent dans les décors inquiétants et splendides d'Alexandre Trauner, portés par la musique de Maurice Jaubert ou de Joseph Kosma ». Selon D. Gasiglia-Laster, l'opposition que l'on fait habituellement entre Carné et Prévert résulte donc d'une insuffisante prise en considération de la démarche artistique de Prévert et de ce qui, chez lui, n'est pas réductible au jaillissement d'un burlesque incontrôlé. 
Carole Aurouet en revient à l'opposition mais lui trouve des avantages dans Prévert, portrait d'une vie : « Prévert et Carné ont incontestablement des caractères contraires. C’est d’ailleurs probablement leur opposition qui permit leur complémentarité dans le travail et qui fit leur succès. » 

## Filmographie
- 1929 : Nogent, Eldorado du dimanche (court métrage)
- 1936 : Jenny
- 1937 : Drôle de drame
- 1938 : Le Quai des brumes
- 1938 : Hôtel du Nord
- 1939 : Le jour se lève
- 1942 : Les Visiteurs du soir
- 1945 : Les Enfants du paradis
- 1946 : Les Portes de la nuit
- 1947 : La Fleur de l'âge (inachevé)
- 1950 : La Marie du port
- 1950 : Juliette ou la Clé des songes
- 1953 : Thérèse Raquin
- 1954 : L'Air de Paris
- 1956 : Le Pays d'où je viens
- 1958 : Les Tricheurs
- 1960 : Terrain vague
- 1962 : Du mouron pour les petits oiseaux
- 1965 : Trois chambres à Manhattan
- 1968 : Les Jeunes Loups
- 1971 : Les Assassins de l'ordre
- 1974 : La Merveilleuse Visite
- 1977 : La Bible
- 1991 : Mouche (inachevé)

## Spectacle
- 1980 : Un Jour Bernadette, spectacle audiovisuel, texte de Robert Arnaut[22]

## Distinctions

### Décorations
- Grand officier de la Légion d'honneur (1996)
- Grand officier de l'ordre national du Mérite (1981)[23]
- Officier de l'ordre des Arts et des Lettres (1983)

### Récompenses
- Mostra de Venise 1953 Lion d'argent de la meilleure réalisation pour Thérèse Raquin
- Mostra de Venise 1971 : Lion d'or pour la carrière (également décerné cette même année à John Ford et Ingmar Bergman)
- César 1979 : César d'honneur
- Praemium Imperiale 1989
- Prix du cinéma européen 1995 : Lifetime Achievement Award

### Nominations et sélections
- Festival de Cannes 1951 : sélection officielle en compétition pour le Grand Prix pour Juliette ou la Clé des songes

## Postérité

### Hommages
En France, plusieurs espaces de circulation et bâtiments publics portent le nom de Marcel Carné :
- Espaces de circulation :
  - Allées : Bourges, Gonesse, Mantes-la-Jolie, Montreuil-Juigné et Tinqueux.
  - Avenue : Bois-d'Arcy.
  - Impasses : La Roche-sur-Yon et Tonnay-Charente.
  - Place : Saint-Michel-sur-Orge.
  - Promenade : Promenade Marcel-Carné, dans le 18e arrondissement de Paris.
  - Rues : Aubervilliers, Basse-Goulaine, Brest, Chauvigny, Cherbourg-en-Cotentin (commune déléguée d'Équeurdreville-Hainneville), Chevry-Cossigny, Courcouronnes, Évreux, Joinville-le-Pont, Le Mans, Limoges, Nozay (Essonne), Ploeren, Sablé-sur-Sarthe et Saint-Nazaire.
- Bâtiments publics :
  - Centre culturel : Espace Marcel Carné à Saint-Michel-sur-Orge, regroupant un théâtre et trois salles de cinéma.
  - Collège : Vineuil (Loir-et-Cher).

### Dans la fiction
- Dans le téléfilm Arletty, une passion coupable (2015) d'Arnaud Sélignac, il est incarné par Dominique Bastien.

#### Autobiographie
- Marcel Carné, La vie à belles dents : souvenirs, Paris, Jean-Pierre Ollivier, 1975, 486 p. ; Paris, Belfond, 1989, 437 p.  (ISBN 978-2-7144-2362-7), OCLC 231181426)